# Anguilla marmorata
Anguilla marmorata o anguila gigante moteada es una especie de pez del género Anguilla, familia Anguillidae. Fue descrita científicamente por Quoy & Gaimard en 1824.
Se distribuye por la región del Indo-Pacífico: África Oriental, el interior de Mozambique y la parte baja del río Zambezi hasta la Polinesia francesa, desde el norte hasta el sur de Japón. La longitud total (TL) es de 70 centímetros con un peso máximo de 20,5 kilogramos. Habita en estuarios, mares y aguas dulces y se alimenta de cangrejos, ranas y peces.
Está clasificada como una especie marina inofensiva para el ser humano.